# Ératosthène (mont sous-marin)
Pour les articles homonymes, voir Ératosthène (homonymie).
Le mont Ératosthène est une montagne sous-marine située dans le bassin Levantin en Méditerranée orientale, environ 100 km au sud de Chypre. Ses coordonnées géographiques sont 33° 40' N et 32° 40' E. Le mont a été nommé ainsi en l'honneur du géographe grec du IIIe siècle av. J.-C. Ératosthène de Cyrène.

## Géographie
La montagne est une grande plateforme surélevée par rapport au fond environnant, d'environ 120 km de long et 80 km de large. Le sommet, aplati, est à 690 m sous le niveau de la mer, et s'élève 2 000 m au-dessus du fond marin environnant, qui est à une profondeur moyenne de 2 700 m. Il est de forme elliptique, avec un grand axe orienté nord-ouest à sud-est. 
À l'ouest, se trouve la plaine abyssale d'Hérodote, descendant jusqu'à environ 3 500 m.

## Géologie
Contrairement à ce que sa structure aplatie pourrait laisser penser, il ne s'agit pas d'un guyot volcanique, mais d'une plateforme carbonatée faillée reposant sur un socle continental. 
Des études récentes suggèrent que la naissance du mont Ératosthène est liée à la séparation de la marge continentale nord-africaine durant l'ère mésozoïque. À la suite d'une montée de la mer au Crétacé inférieur, le mont sous-marin a été complètement submergé à l'époque du Crétacé supérieur, lors de l'orogenèse des ophiolites des montagnes de Troodos (Chypre) faisant partie de la croûte océanique du sud du Néothetys adjacente au Gondwana. Le mont sous-marin est resté submergé pendant le Maastrichtien et au début de l'ère Cénozoïque durant le Paléogène, pour remonter à partir du Miocène. Au cours de la période messinienne, la mer Méditerranée a entièrement été asséchée, jusqu'à ce que son niveau descende d'environ 1 500 m, le mont Ératosthène était alors émergé. Lors des périodes Néogène - Pléistocène, la croûte océanique au fond du bassin du Levant s'est approfondie le long de la frontière nord de la plaque, entre Chypre et Ératosthène. Pendant le Pliocène - Pléistocène, le mont sous-marin a subi un nouvel affaissement intense en raison de la collision initiale avec Chypre, un phénomène dit de subsidence. Cette collision a également été associée au soulèvement de la partie sud de Chypre. Ce processus combiné d'abaissement et d'élévation qui juxtapose le mont Ératosthène à la lithosphère océanique de Chypre, est un exemple remarquable d'ophiolites provenant d'une obduction naissante.

## Océanographie
Le tourbillon de Chypre est une structure de méso-échelle océanique récurrente, d'un diamètre de l'ordre de cent kilomètres, apparaissant régulièrement au-dessus du mont Ératosthène. Il a fait l'objet de plusieurs campagnes océanographiques, notamment en 1995, 2000, 2001 et 2009.

## Exploration
En 2010 et 2012, le navire d'Exploration EV Nautilus de la société Ocean Exploration Trust a exploré le mont sous-marin à la recherche d'épaves. Trois furent trouvées : deux vaisseaux ottomans datant du xixe siècle, et un troisième datant du ive siècle av. J.-C. Ce type de mont sous-marin est considéré comme idéal pour la préservation d'épaves, car la profondeur d'environ 600 mètres les préserve des chaluts et de la déposition de sédiments venus du continent.